# Sennickerode
Sennickerode gehört als Rittergut zur Gemarkung von Bremke, einem Ortsteil der Gemeinde Gleichen im Landkreis Göttingen in Südniedersachsen.

## Geografie und Verkehrsanbindung
Der Ort liegt nordöstlich des Kernortes Bremke an der K 15 und am Bischhäuser Bach, einem linken Nebenfluss der Garte. Nordwestlich liegen Die Gleichen, ein 428 und 432 Meter hohes Bergpaar im Weser-Leine-Bergland.

## Geschichte
Sennickerode war im Mittelalter eine dörfliche Siedlung. Die erste schriftliche Erwähnung ist in einer im 12. Jahrhundert gefälschten Urkunde enthalten, die angeblich auf die Zeit 1089–1093 zurückgehen sollte und den Ortsnamen als Sinnicherothe überliefert. Im Jahr 1212 wird dann Sinnekerode in einer Urkunde erwähnt. Spätestens Anfang des 14. Jahrhunderts besaßen die Herren von Uslar Lehen in Sennickerode. Während einige Veröffentlichungen von einem Wüstfallen des Ortes im Spätmittelalter ausgehen, nehmen andere als wahrscheinlich an, dass er bis zum Niederlegen zugunsten des Vorwerkes der Herren von Uslar bestanden habe.
Heute ist Gut Sennickerode Verwaltungssitz der Landwirtschaftsgesellschaft „Nova“, die mit derzeit vier Partnerbetrieben rund 1.000 ha Ackerfläche in der Region Göttingen bewirtschaftet.

## Sehenswürdigkeiten
Das zweigeschossige Herrenhaus des Rittergutes auf L-förmigem Grundriss wurde im neubarocken Stil äußerst spät erst 1937/38 nach Entwurf des Leipziger Architekten Wilhelm Lossow errichtet und orientiert sich an rund zwei Jahrhunderte älteren Vorbildern. Dabei wurde Bausubstanz der Vorgängerbauten (1778 und 1877–79) einbezogen.
Heute präsentiert sich das Rittergut Sennickerode einschließlich des Parks auch als Ort für diverse Veranstaltungen und Events.
Nordwestlich des Gutsgeländes im Auebereich des Bischhäuser Baches steht eine als Naturdenkmal ausgewiesene Eiche, die durch ihre Wuchsform als mächtiger knorriger Baum landschaftsprägend wirkt.

Bildergalerie
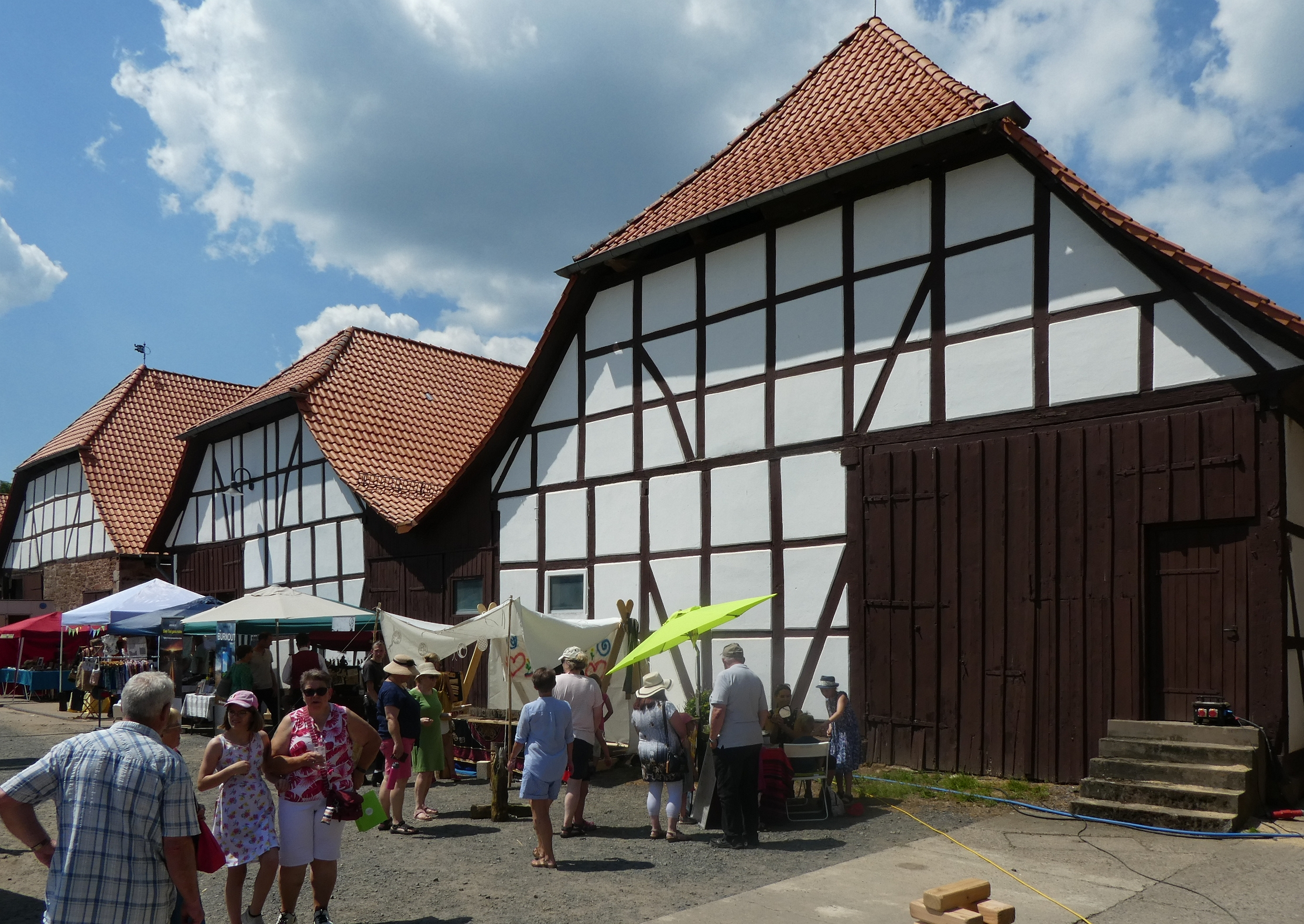
Gutshof Sennickerode, Scheunen (2023)
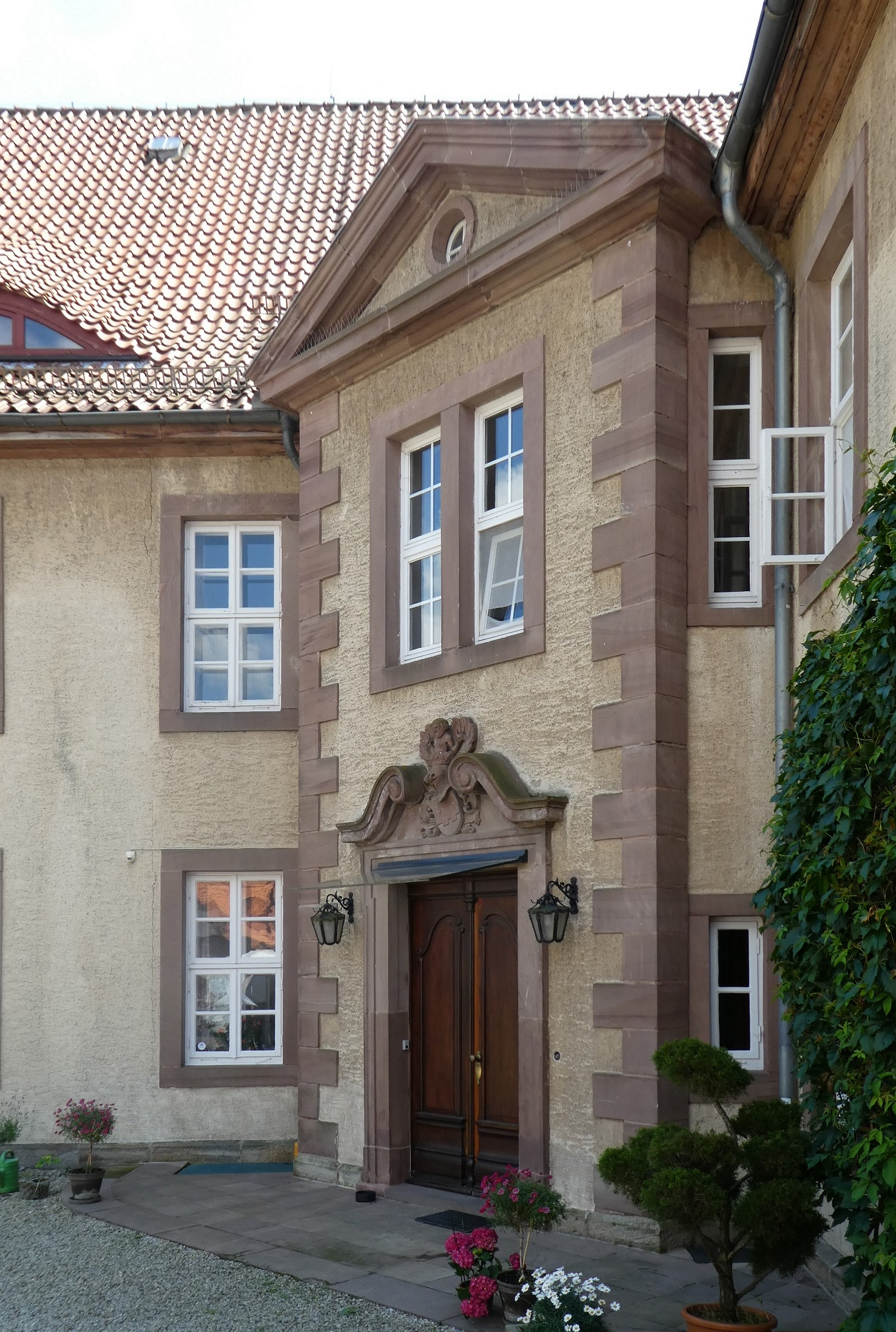
Herrenhaus Sennickerode, Hauseingang (2023)

## Forschungsstation
Von 1995 bis 2008 unterhielt die Georg-August-Universität Göttingen die Ethologische Station Sennickerode, eine Freilandstation, in der eine große Kolonie Weißbüschelaffen lebte, deren Sozialverhalten erforscht wurde.